# Franciaország Nagyasszonyának szobra

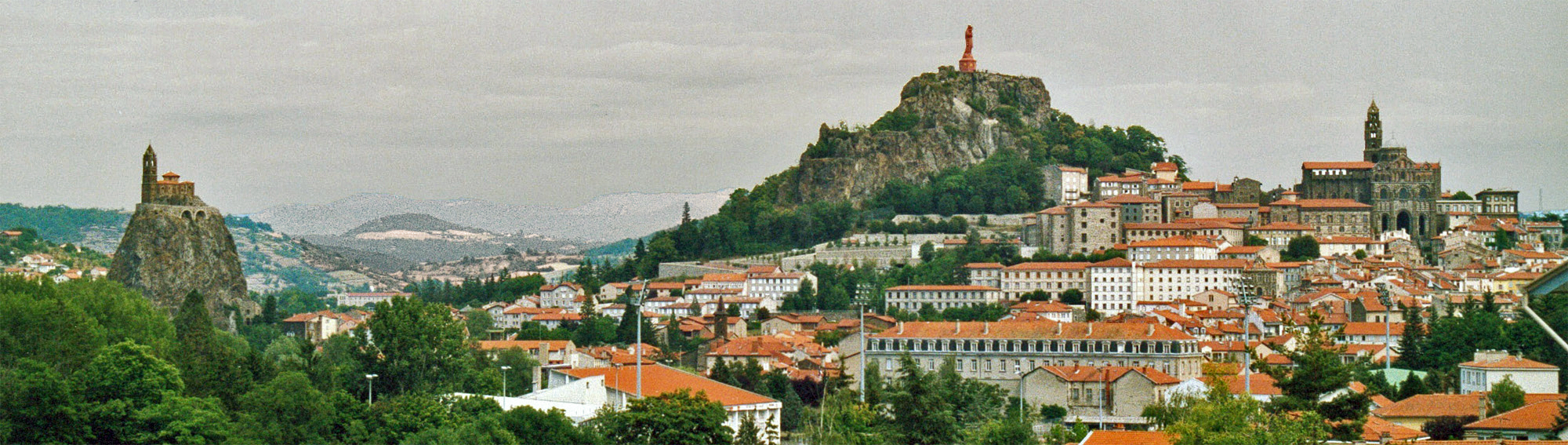
A szobor panorámikus elhelyezkedése a városban

A Franciaország Nagyasszonyának szobra egy öntöttvas szobor, amely Szűz Máriát ábrázolja karján a kis Jézussal, Le Puy-en-Velay városában áll Franciaországban.

## Előzmények
Gustave Xavier Lacroix Ravignan jezsuita atya ötlete az volt, hogy a városból hirtelen kiálló éles vulkáni hegy tetejére egy Szűz Mária szobrot állítsanak. 1850-ben azonnal megkezdik a gyűjtést a templomban. 1853-ban bizottságot hoznak létre, amely kiírja az európai pályázatot. Meglepődve látják, hogy 53-54 terv érkezik be számos külföldi országból is. 1853 november 8-án egy hét tanácskozás után titkos szavazás után a városházán Jean-Marie Bonnassieux tervét fogadják el. 1854 december 10-én leteszik az alapkövet, de miután kiszámolják a költséget - 325 000 frank - leáll a munka, mert túl nagy költségek jöttek ki a számításnál. Ezért bejelentkeznek III. Napóleon francia császárhoz kihallgatásra, aki egy év múlva fogadja a helyi püspököt. Bár ajándékként kap 10 000 frankot, de sikerül meggyőzni Párizsban egy magas hivatalnokot, aki megígéri, ha az éppen folyamatban lévő Szevasztopol városa elesik az ostrom alatt, akkor a zsákmányolt ágyúkból meg van az anyagköltség. Szevasztopolt ostromló franciák három nap múlva bevették a várost és hadizsákmányként hoztak Franciaországba orosz haditengerészeti ágyúkat. Az ígéretükhöz híven tartották szavukat és az engedélyt húsz nap múlva aláírták. 1859 július 29-én megérkeznek a szobor kiöntött darabjai.

## A szobor története

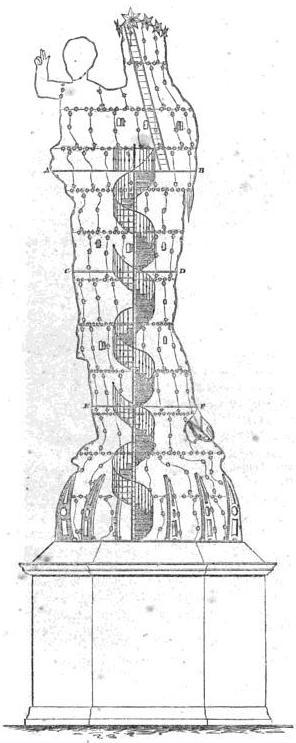
Az összeszerelés terve

1860 szeptember 12-én végül befejezték a darabról darabra való összehegesztést. Ekkor még huszonhat évig ez a világ legnagyobb vasszobra, de 1886 után a Szabadság-szobor lesz, - amely New York partjainál áll - elveszi ezt az elsőséget. A 150 éves évfordulóján 2010-ben szervezett zarándok csoportok érkeztek és elérte a 88 500 főt. 2012-ben teljes körűen restaurálták.
Ez hosszú időt vett igénybe és zárva volt a látogatók elől, azonban 2013 januárjától újra látogatható a szobor belseje, ahol csigalépcső sor vezet a felső kilátórészhez.

## A szobor leírása
A szobor egy 132 méter magas vulkanikus bazaltkúpon található. A szűz kezében a kis Jézus, aki áldásra emeli a kezét. Egy emelvényen van rajta a szobor, azon egy földgömbdarab, amin áll a Szűz. Ez a hagyományos szobor ábrázolása az Immaculata szobor típusnak. A belsejében található 58 lépcsőfok, amely egy 16 fokú létrához vezet. A létra teteje a szobor csillag koronájához visz. A belseje három szintre van osztva és minden szinten négy irányba lehet kilátni.